# Guillaume Restes
Guillaume Restes (Tolosa, 11 marzo 2005) è un calciatore francese, portiere del Tolosa e della nazionale under-21 francese.

## Caratteristiche tecniche
Ritenuto uno dei portieri più promettenti del calcio francese ed internazionale, l’estremo difensore occitano spicca per agilità e reattività. Formatosi da portiere sin dalla tenera età, dà sfoggio di una tecnica di bloccaggio pulita, solida e sicura: Si distingue anche per un ottimo posizionamento tra i pali, ed è in grado di adeguarsi all'evolversi dell’azione con grande rapidità e reattività. Abile nel leggere azioni e traiettorie, è dotato di una grande velocità di selezione e non pecca in quella di esecuzione.

## Carriera

### Club
Nato a Tolosa, Restes si è unito all'academy del Tolosa a sei anni, proveniente da un club del sobborgo di Montaudran.
Ha firmato il suo primo contratto professionistico con il club nell'estate 2021. Le sue promettenti prestazioni con la squadra giovanile e con la seconda squadra lo portarono ad essere paragonato all'ex giocatore del Tolosa Alban Lafont.
Durante il pre-season della stagione 2023-2024, nonostante l'arrivo di Álex Domíngueze e l'iniziale annuncio di Kjetil Haug come portiere titolare, si è candidato come potenziale titolare dopo la partenza di Maxime Dupé giocando interamente l'ultima amichevole estiva vinta 2-1 contro la Roma.
Ha fatto il suo debutto professionistico con il Tolosa il 13 agosto 2023 giocando tutti i 90 minuti dell'incontro di Ligue 1 vinto 2-1 contro il Nantes, guadagnandosi elogi per le parate decisive.

### Nazionale
Restes è stato membro delle nazionali giovanile francesi, avendo giocato con l'Under-17 e l'Under-18. Avendo una madre ivoriana è potenzialmente eleggibile anche per la Costa d'Avorio.

## Statistiche

### Presenze e reti nei club
Statistiche aggiornate al 7 dicembre 2024.
| Stagione        | Squadra         | Campionato      | Campionato | Campionato | Coppe nazionali | Coppe nazionali | Coppe nazionali | Coppe continentali | Coppe continentali | Coppe continentali | Altre coppe | Altre coppe | Altre coppe | Totale | Totale | Totale |
| Stagione        | Squadra         | Comp            | Pres       | Reti       | Comp            | Pres            | Reti            | Comp               | Pres               | Reti               | Comp        | Pres        | Reti        | Pres   | Reti   |        |
| --------------- | --------------- | --------------- | ---------- | ---------- | --------------- | --------------- | --------------- | ------------------ | ------------------ | ------------------ | ----------- | ----------- | ----------- | ------ | ------ | ------ |
| 2021-2022       | Tolosa 2        | N3              | 4          | -4         | -               | -               | -               | -                  | -                  | -                  | -           | -           | -           | 4      | -4     |        |
| 2022-2023       | Tolosa 2        | N3              | 12         | -9         | -               | -               | -               | -                  | -                  | -                  | -           | -           | -           | 12     | -9     |        |
| Totale Tolosa 2 | Totale Tolosa 2 | Totale Tolosa 2 | 16         | -13        |                 | -               | -               |                    | -                  | -                  |             | -           | -           | 16     | -13    |        |
| 2023-2024       | Tolosa          | L1              | 34         | -46        | CF              | 0               | 0               | UEL                | 8                  | -11                | SF          | 1           | -2          | 43     | -59    |        |
| 2024-2025       | Tolosa          | L1              | 14         | -16        | CF              | -               | -               | -                  | -                  | -                  | -           | -           | -           | 14     | -16    |        |
| Totale Tolosa   | Totale Tolosa   | Totale Tolosa   | 48         | -62        |                 | 0               | 0               |                    | 8                  | -11                |             | 1           | -2          | 57     | -75    |        |
| Totale carriera | Totale carriera | Totale carriera | 64         | -75        |                 | 0               | 0               |                    | 8                  | -11                |             | 1           | -2          | 73     | -88    |        |

### Cronologia presenze in nazionale
| Cronologia completa delle presenze e delle reti in nazionale ― Francia under 17 | Cronologia completa delle presenze e delle reti in nazionale ― Francia under 17 | Cronologia completa delle presenze e delle reti in nazionale ― Francia under 17 | Cronologia completa delle presenze e delle reti in nazionale ― Francia under 17 | Cronologia completa delle presenze e delle reti in nazionale ― Francia under 17 | Cronologia completa delle presenze e delle reti in nazionale ― Francia under 17 | Cronologia completa delle presenze e delle reti in nazionale ― Francia under 17 | Cronologia completa delle presenze e delle reti in nazionale ― Francia under 17 |
| Data                                                                            | Città                                                                           | In casa                                                                         | Risultato                                                                       | Ospiti                                                                          | Competizione                                                                    | Reti                                                                            | Note                                                                            |
| ------------------------------------------------------------------------------- | ------------------------------------------------------------------------------- | ------------------------------------------------------------------------------- | ------------------------------------------------------------------------------- | ------------------------------------------------------------------------------- | ------------------------------------------------------------------------------- | ------------------------------------------------------------------------------- | ------------------------------------------------------------------------------- |
| 18-8-2021                                                                       | Montaigu                                                                        | Francia under 17                                                                | 1 – 2                                                                           | Spagna under 17                                                                 | Amichevole                                                                      | -2                                                                              |                                                                                 |
| 23-9-2021                                                                       | Telki                                                                           | Ungheria under 17                                                               | 0 – 3                                                                           | Francia under 17                                                                | Amichevole                                                                      | -                                                                               |                                                                                 |
| 7-12-2021                                                                       | Coverciano                                                                      | Italia under 17                                                                 | 3 – 1                                                                           | Francia under 17                                                                | Amichevole                                                                      | -3                                                                              |                                                                                 |
| 22-2-2022                                                                       | Alès                                                                            | Francia under 17                                                                | 3 – 0                                                                           | Danimarca under 17                                                              | Amichevole                                                                      | -                                                                               |                                                                                 |
| 23-3-2022                                                                       | Hesperange                                                                      | Lussemburgo under 17                                                            | 0 – 2                                                                           | Francia under 17                                                                | Qual. Europeo Under-17 2022                                                     | -                                                                               |                                                                                 |
| 26-3-2022                                                                       | Hesperange                                                                      | Francia under 17                                                                | 3 – 1                                                                           | Inghilterra under 17                                                            | Qual. Europeo Under-17 2022                                                     | -1                                                                              |                                                                                 |
| Totale                                                                          |                                                                                 | Presenze                                                                        | 6                                                                               |                                                                                 | Reti                                                                            | -6                                                                              |                                                                                 |

| Cronologia completa delle presenze e delle reti in nazionale ― Francia under 18 | Cronologia completa delle presenze e delle reti in nazionale ― Francia under 18 | Cronologia completa delle presenze e delle reti in nazionale ― Francia under 18 | Cronologia completa delle presenze e delle reti in nazionale ― Francia under 18 | Cronologia completa delle presenze e delle reti in nazionale ― Francia under 18 | Cronologia completa delle presenze e delle reti in nazionale ― Francia under 18 | Cronologia completa delle presenze e delle reti in nazionale ― Francia under 18 | Cronologia completa delle presenze e delle reti in nazionale ― Francia under 18 |
| Data                                                                            | Città                                                                           | In casa                                                                         | Risultato                                                                       | Ospiti                                                                          | Competizione                                                                    | Reti                                                                            | Note                                                                            |
| ------------------------------------------------------------------------------- | ------------------------------------------------------------------------------- | ------------------------------------------------------------------------------- | ------------------------------------------------------------------------------- | ------------------------------------------------------------------------------- | ------------------------------------------------------------------------------- | ------------------------------------------------------------------------------- | ------------------------------------------------------------------------------- |
| 17-11-2022                                                                      | Clairefontaine-en-Yvelines                                                      | Francia under 18                                                                | 2 – 0                                                                           | Italia under 18                                                                 | Amichevole                                                                      | -                                                                               |                                                                                 |
| 24-3-2023                                                                       | Clairefontaine-en-Yvelines                                                      | Francia under 18                                                                | 4 – 3                                                                           | Germania under 18                                                               | Amichevole                                                                      | -3                                                                              |                                                                                 |
| Totale                                                                          |                                                                                 | Presenze                                                                        | 2                                                                               |                                                                                 | Reti                                                                            | -3                                                                              |                                                                                 |

| Cronologia completa delle presenze e delle reti in nazionale ― Francia under 21 | Cronologia completa delle presenze e delle reti in nazionale ― Francia under 21 | Cronologia completa delle presenze e delle reti in nazionale ― Francia under 21 | Cronologia completa delle presenze e delle reti in nazionale ― Francia under 21 | Cronologia completa delle presenze e delle reti in nazionale ― Francia under 21 | Cronologia completa delle presenze e delle reti in nazionale ― Francia under 21 | Cronologia completa delle presenze e delle reti in nazionale ― Francia under 21 | Cronologia completa delle presenze e delle reti in nazionale ― Francia under 21 |
| Data                                                                            | Città                                                                           | In casa                                                                         | Risultato                                                                       | Ospiti                                                                          | Competizione                                                                    | Reti                                                                            | Note                                                                            |
| ------------------------------------------------------------------------------- | ------------------------------------------------------------------------------- | ------------------------------------------------------------------------------- | ------------------------------------------------------------------------------- | ------------------------------------------------------------------------------- | ------------------------------------------------------------------------------- | ------------------------------------------------------------------------------- | ------------------------------------------------------------------------------- |
| 7-9-2023                                                                        | Tomblaine                                                                       | Francia under 21                                                                | 4 – 1                                                                           | Danimarca under 21                                                              | Amichevole                                                                      | -1                                                                              |                                                                                 |
| 11-9-2023                                                                       | Capodistria                                                                     | Slovenia under 21                                                               | 0 – 4                                                                           | Francia under 21                                                                | Qual. Europeo Under-21 2025                                                     | -                                                                               |                                                                                 |
| 13-10-2023                                                                      | Sarajevo                                                                        | Bosnia ed Erzegovina under 21                                                   | 1 – 2                                                                           | Francia under 21                                                                | Qual. Europeo Under-21 2025                                                     | -1                                                                              |                                                                                 |
| 17-10-2023                                                                      | Grenoble                                                                        | Francia under 21                                                                | 9 – 0                                                                           | Cipro under 21                                                                  | Qual. Europeo Under-21 2025                                                     | -                                                                               |                                                                                 |
| 17-11-2023                                                                      | Ried im Innkreis                                                                | Austria under 21                                                                | 2 – 0                                                                           | Francia under 21                                                                | Qual. Europeo Under-21 2025                                                     | -2                                                                              |                                                                                 |
| 20-11-2023                                                                      | Le Havre                                                                        | Francia under 21                                                                | 0 – 3                                                                           | Corea del Sud under 22                                                          | Amichevole                                                                      | -3                                                                              | Cap.                                                                            |
| Totale                                                                          |                                                                                 | Presenze                                                                        | 6                                                                               |                                                                                 | Reti                                                                            | -7                                                                              |                                                                                 |

| Cronologia completa delle presenze e delle reti in nazionale ― Francia under 23 | Cronologia completa delle presenze e delle reti in nazionale ― Francia under 23 | Cronologia completa delle presenze e delle reti in nazionale ― Francia under 23 | Cronologia completa delle presenze e delle reti in nazionale ― Francia under 23 | Cronologia completa delle presenze e delle reti in nazionale ― Francia under 23 | Cronologia completa delle presenze e delle reti in nazionale ― Francia under 23 | Cronologia completa delle presenze e delle reti in nazionale ― Francia under 23 | Cronologia completa delle presenze e delle reti in nazionale ― Francia under 23 |
| Data                                                                            | Città                                                                           | In casa                                                                         | Risultato                                                                       | Ospiti                                                                          | Competizione                                                                    | Reti                                                                            | Note                                                                            |
| ------------------------------------------------------------------------------- | ------------------------------------------------------------------------------- | ------------------------------------------------------------------------------- | ------------------------------------------------------------------------------- | ------------------------------------------------------------------------------- | ------------------------------------------------------------------------------- | ------------------------------------------------------------------------------- | ------------------------------------------------------------------------------- |
| 25-3-2024                                                                       | Montbéliard                                                                     | Francia under 23                                                                | 2 – 2                                                                           | Stati Uniti under 23                                                            | Amichevole                                                                      | -2                                                                              |                                                                                 |
| Totale                                                                          |                                                                                 | Presenze                                                                        | 1                                                                               |                                                                                 | Reti                                                                            | -2                                                                              |                                                                                 |